# Castulo struthias
Castulo struthias là một loài bướm đêm thuộc phân họ Arctiinae, họ Erebidae.